# Inmunidad jurídica

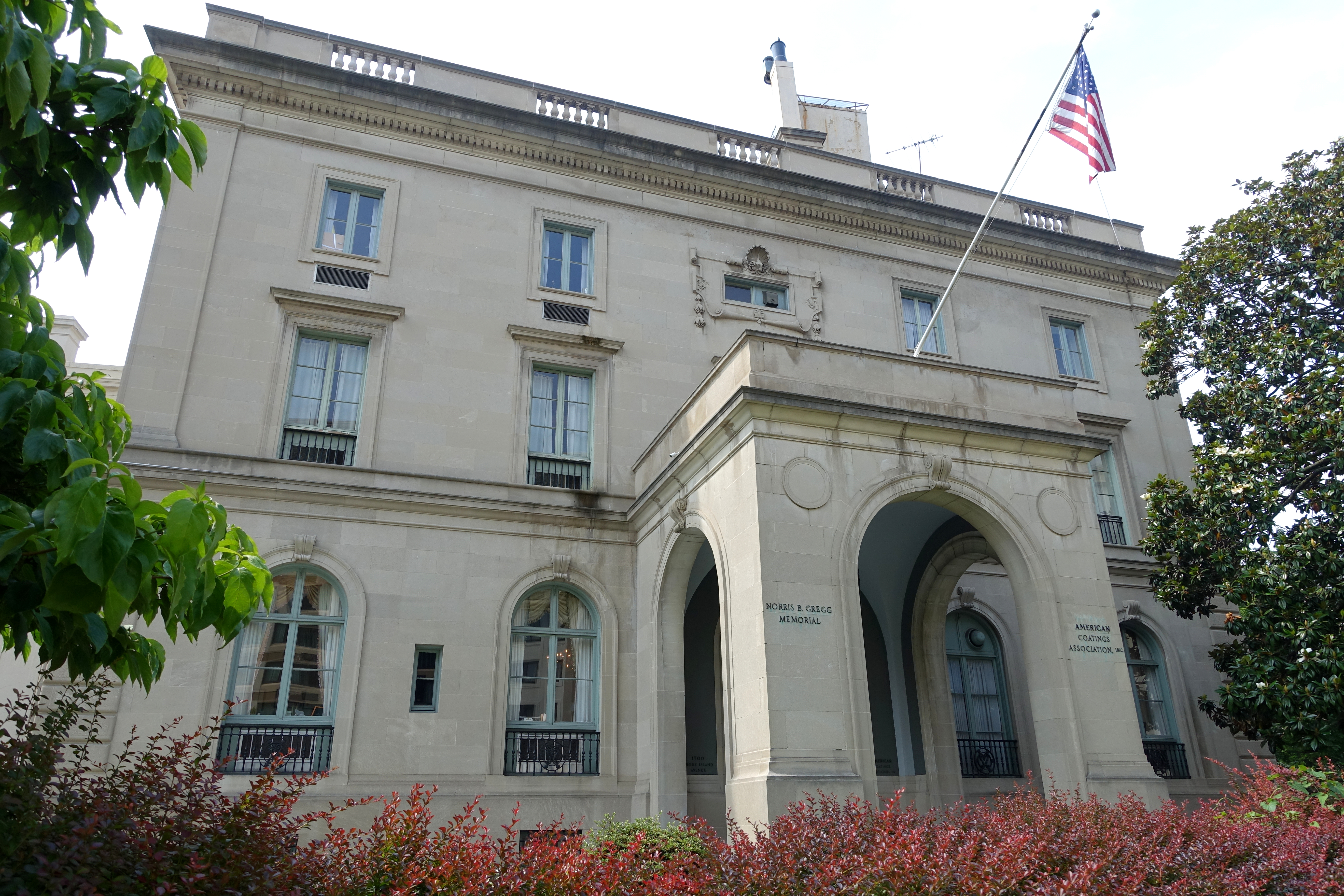
Estados Unidos

Inmunidad jurídica es la cualidad de estar exento de ciertas penas, cargos o gravámenes. 

## Historia
Esta palabra viene del latín munus, la cual en derecho significa don o presente hecho por causa, cargo o deber y al oficio o función pública. Los romanos llamaban a sus oficios o funciones públicas munera, porque originariamente eran la recompensa de aquellos que habían hecho servicios importantes a favor de la patria. Después, con el tiempo muchos oficios fueron considerados onerosos, tales como los de los decuriones de las ciudades; y entonces se tuvieron como cargos públicos, munera cuasi onera. Aquellos que tenían algún título o excusa para eximirse de ellos eran inmunes, seu liberi a muneribus publicis. Así es que de munus, tomado por cargo, función o deber oneroso, se hizo inmunidad que significa excepción de algún cargo o deber y el término inmunitas se usa en derecho para expresar esta excepción.
Los romanos solían conceder a muchas ciudades el derecho de inmunidad, es decir, que las relevaban de pagar ciertos impuestos y las que disfrutaban de este privilegio lo indicaban en sus medallas por medio de un caballo que pace libremente.
Se daba también en Roma el nombre de inmunes a seis de los primeros cohermanos o cofrades del gran Colegio del dios Silvano, los cuales tenían el derecho de sacrificar en las grandes asambleas.
Toda inmunidad debe ser concedida por el príncipe o por otro señor o persona que tiene el poder. La inmunidad puede ser: 
- personal. Es aquella que exime a la persona de algún deber u obligación
- real. Es aquella que es adherente a ciertas personas y de cuyas prerrogativas disfruta el posesor por razón de ser dueño de ella y no por ninguna calidad personal.

Todas las órdenes del estado tienen sus inmunidades pero la Iglesia y sus ministros son los que por excelencia han disfrutado de más de ellas. Estas son de tres clases: 
- inmunidades anejas a la Iglesia y a los bienes eclesiásticos
- inmunidades adhereutes a la persona de los eclesiásticos que sirven la Iglesia
- inmunidades propias a la sola calidad de eclesiástico.